# Sindrome di Phelan-McDermid
La sindrome di Phelan-McDermid, detta anche sindrome da delezione 22q13, sindrome da delezione 22q13.3 o monosomia 22q13, è una malattia genetica rara scoperta e descritta solo recentemente.

## Epidemiologia e storia
L'incidenza della malattia, descritta per la prima volta nel 1985, è molto bassa ma non nota con precisione.

## Eziologia
È causata da una delezione nel locus genico q13.3 posizionato sul braccio lungo del cromosoma 22. Questa delezione riguarda il gene SHANK3; la sua mancanza è causa dei problemi neurologici che caratterizzano questa sindrome. L'entità della delezione è variabile, compresa tra 100 000 e 9 000 000 di paia di basi; sembra esistere una blanda correlazione tra l'entità della delezione e la severità del quadro clinico manifestato.
Il cromosoma colpito dalla mutazione è più spesso di origine paterna; nella maggior parte dei casi, però, la mutazione patogenica compare de novo, cioè è assente nel corredo genetico dei genitori.

## Clinica

### Segni e sintomi
Si riscontrano ipotonia generalizzata (specie in età neonatale), una crescita fisica normale o accelerata del bambino, un ritardo o una totale mancanza di acquisizione del linguaggio, un ritardo psicomotorio e alcune dismorfie facciali non gravi.
Il volto e il capo possono presentare anomalie, quali dolicocefalia (con normale circonferenza della testa), fronte alta, ptosi palpebrale, ciglia lunghe, naso appiattito con base larga, macrotia. Oltre a questi segni clinici, i bambini affetti dalla sindrome possono presentare mani grandi, unghie dei piedi displastiche, carenza di sudorazione e la presenza di una fossetta anomala in regione sacrale. I soggetti affetti dalla sindrome di Phelan-McDermid sono poco sensibili al dolore, hanno movimenti masticatori decontestuali e sono predisposti al bruxismo notturno: queste sono caratteristiche proprie dello spettro autistico.
La statura dei bambini affetti dalla sindrome è particolarmente alta; ciò li rende spesso sottopeso.

### Diagnosi
È necessaria un'analisi del genoma, in grado di riscontrare una delezione in corrispondenza del locus genico q13.3 del cromosoma 22, per poter diagnosticare con certezza la sindrome in un individuo con quadro clinico sospetto. Poiché l'esame standard del cariotipo non permette di rilevare le delezioni più piccole, è importante marcare le zone di delezione che il genetista dovrà ricercare, attraverso tecniche di analisi del DNA come l'ibridazione fluorescente in situ. Il 75% delle persone affette dalla patologia presenta una delezione in una posizione terminale o intermedia del locus, mentre il restante 25% presenta una traslocazione sbilanciata o altre anomalie cromosomiche.
Sulla base dell'esame clinico, è opportuno formulare una diagnosi differenziale tra la sindrome di Phelan-McDermid e altre malattie genetiche caratterizzate da disabilità intellettiva medio-grave e da lievi alterazioni craniofacciali, come la sindrome di Prader-Willi, la sindrome di Angelman, la sindrome di Smith-Magenis e la sindrome di Williams.